# クロウフォード郡 (カンザス州)
クロウフォード郡（英: Crawford County 標準略語：CR）は、アメリカ合衆国カンザス州の南東部に位置する郡である。2010年国勢調査での人口は39,134人であり、2000年の38,242人から2.3%増加した。郡庁所在地はジラード市（人口2,789人）であり、同郡で人口最大の都市はピッツバーグ市（人口20,233人）である。クロウフォード郡は、その全体でピッツバーグ小都市圏を構成している。
クロウフォード郡をはじめカンザス州の南東部は石炭産業にその基があり、郡内のピッツバーグ・ウェア炭田は現在も採掘を続けている。郡内にはピッツバーグ州立大学がある。
郡名はカンザス州知事を務めたサミュエル・J・クロウフォード（在任1865年-1868年）に因んで名付けられた。

## 2003年の竜巻
2003年5月4日日曜日午後4時頃、クロウフォード郡西部、フロンテナック市の数マイル西で藤田スケールF4の強烈な竜巻が起こった。この竜巻は郡内を移動した後に、隣接するミズーリ州バートン郡に入り、35マイル (56 km) を移動して、ミズーリ州リベラル市近くで終わった。郡内のリンゴ、フランクリン、マルベリーの町が破壊された。この竜巻が通った道筋の幅は約4分の1マイル (400 m) だった。この日は、F4およびF5の竜巻が幾つか、カンザス州、ミズーリ州などを襲っており、カンザスシティ大都市圏でも起こった。カンザス州内で6人が死亡し、キャスリーン・セベリウス州知事はクロウフォード郡を含めカンザス州東部と南東部の大半で大きな被害を受けたと発表した。

## 法と政府
クロウフォード郡はアルコールを禁じる、すなわち「ドライ」の郡だったが、1986年にカンザス州憲法が修正され、住民は投票で個人が嗜むアルコール飲料の販売を承認した。ただし、食料販売量の30%までという制限が付いた。この制限は1992年に撤廃された。

## 地理
アメリカ合衆国国勢調査局に拠れば、郡域全面積は595.05平方マイル (1,541.07 km2)であり、このうち陸地は589.757平方マイル (1,527.464 km2)、水域は5.255平方マイル (13.609 km2)で水域率は0.89%である。

### 隣接する郡
- バーボン郡 - 北
- ヴァーノン郡 (ミズーリ州) - 北東
- バートン郡 (ミズーリ州) - 東
- ジャスパー郡 (ミズーリ州) - 南東
- チェロキー郡 - 南
- ラベット郡 - 南西
- ネオショ郡 - 西

## 人口動態

人口ピラミッド

以下は2000年の国勢調査による人口統計データである。
| 基礎データ - 人口: 38,242人 - 世帯数: 15,504 世帯 - 家族数: 9,441 家族 - 人口密度: 25人/km2（64人/mi2） - 住居数: 17,221軒 - 住居密度: 11軒/km2（29軒/mi2） 人種別人口構成 - 白人: 93.29% - アフリカン・アメリカン: 1.83% - ネイティブ・アメリカン: 0.94% - アジア人: 1.11% - 太平洋諸島系: 0.09% - その他の人種: 1.11% - 混血: 1.63% - ヒスパニック・ラテン系: 2.38% 先祖による構成 - ドイツ系：23.5% - アメリカ人：12.5% - イギリス系：10.4% - アイルランド系：10.2% - イタリア系：8.6% 年齢別人口構成 - 18歳未満: 22.9% - 18-24歳: 16.4% - 25-44歳: 25.0% - 45-64歳: 20.2% - 65歳以上: 15.5% - 年齢の中央値: 34歳 - 性比（女性100人あたり男性の人口） - 総人口: 95.0 - 18歳以上: 92.4 | 世帯と家族（対世帯数） - 18歳未満の子供がいる: 28.5% - 結婚・同居している夫婦: 47.9% - 未婚・離婚・死別女性が世帯主: 9.3% - 非家族世帯: 39.1% - 単身世帯: 306% - 65歳以上の老人1人暮らし: 13.4% - 平均構成人数 - 世帯: 2.35人 - 家族: 2.96人 収入と家計 - 収入の中央値 - 世帯: 29,409米ドル - 家族: 40,582米ドル - 性別 - 男性: 27,881米ドル - 女性: 21,517米ドル - 人口1人あたり収入: 16,245米ドル - 貧困線以下 - 対人口: 16.0% - 対家族数: 9.4% - 18歳未満: 17.0% - 65歳以上: 10.3% |

## 都市と町

### 法人化された都市
都市名の後の数字は2010年国勢調査での人口を示す。
- ピッツバーグ, 20,233
- フロンテナック, 3,437
- ジラード, 2,789 - 郡庁所在地
- アーマ, 1,481
- チェロキー, 714
- マルベリー, 520
- マキューン, 405
- アーカディア, 310
- ウォルナット, 220
- ヘプラー, 132

### その他の町
| - ビューラ - ブラジルトン - キャンプ50 - キャパルド - ケイトー - チコピー - コーネル - クロウバーグ - キュランビル | - ダンカーク - イングルベイル - ファーリントン - フォックスタウン - フランクリン - フラー - グリーンブッシュ - グロス - カークウッド - クロンダイク | - ミッドウェイ - モンマス - オポリス - ラドリー - リンゴ - サウスラドリー - イェール |

## 郡区
クロウフォード郡は9つの郡区に分けられている。フロンテナック市、ジラード市、マルベリー市、ピッツバーグ市は「政治的に独立」と見なされ、下記郡区の数字からは外されている。下表で「人口中心」は最大都市であり、特に大きな数字でなければ、郡区の人口に含まれるものである。
| 郡区 | FIPSコード | 人口中心       | 人口  | 人口密度 /km2 (/sq mi) | 陸地面積 km2 (sq mi) | 水域 km2 (sq mi) | 水域率(%) | 座標                                                              |
| --- | ---------- | -------------- | ----- | ---------------------- | -------------------- | ---------------- | --------- | ----------------------------------------------------------------- |
| ベイカー (Baker)                                                                                        | 03750      | ピッツバーグ   | 3,640 | 25 (64)                | 147 (57)             | 0 (0)            | 0.05%     | 北緯37度22分57秒 西経94度42分35秒 / 北緯37.38250度 西経94.70972度 |
| クロウフォード (Crawford)                                                                               | 16250      | ジラード       | 883   | 6 (14)                 | 159 (62)             | 0 (0)            | 0.09%     | 北緯37度30分3秒 西経94度51分13秒 / 北緯37.50083度 西経94.85361度  |
| グラント (Grant)                                                                                        | 27575      |                | 247   | 2 (4)                  | 145 (56)             | 1 (0)            | 0.45%     | 北緯37度30分10秒 西経95度1分8秒 / 北緯37.50278度 西経95.01889度   |
| リンカーン (Lincoln)                                                                                    | 40575      | アーカディア   | 942   | 5 (13)                 | 181 (70)             | 0 (0)            | 0.23%     | 北緯37度37分21秒 西経94度39分31秒 / 北緯37.62250度 西経94.65861度 |
| オーセージ (Osage)                                                                                      | 53125      | マキューン     | 756   | 5 (14)                 | 141 (54)             | 1 (0)            | 0.44%     | 北緯37度22分46秒 西経95度1分21秒 / 北緯37.37944度 西経95.02250度  |
| シェリダン (Sheridan)                                                                                   | 64675      | チェロキー     | 1,501 | 7 (19)                 | 206 (80)             | 1 (0)            | 0.31%     | 北緯37度22分32秒 西経94度51分33秒 / 北緯37.37556度 西経94.85917度 |
| シャーマン (Sherman)                                                                                    | 64875      | ファーリントン | 520   | 3 (7)                  | 187 (72)             | 1 (0)            | 0.45%     | 北緯37度37分24秒 西経94度51分35秒 / 北緯37.62333度 西経94.85972度 |
| ウォルナット (Walnut)                                                                                   | 74975      | ウォルナット   | 624   | 4 (10)                 | 166 (64)             | 0 (0)            | 0.27%     | 北緯37度36分15秒 西経95度1分38秒 / 北緯37.60417度 西経95.02722度  |
| ワシントン (Washington)                                                                                 | 75575      | フロンテナック | 3,540 | 23 (59)                | 154 (60)             | 1 (1)            | 0.96%     | 北緯37度31分7秒 西経94度41分44秒 / 北緯37.51861度 西経94.69556度  |
| Sources: “Census 2000 U.S. Gazetteer Files”. U.S. Census Bureau, Geography Division. 2012年4月1日閲覧。 |            |                |       |                        |                      |                  |           |                                                                   |

## 教育

### 統一教育学区
- 北東部 USD 246 (Web site) - 郡北東部のリンカーン郡区とワシントン郡区、町はアーカディア、アーマ、コッケラル、キャンプ50、フランクリン、マルベリー、ブリージーヒル
- 南東部 USD 247 (Web site) - クロウフォード郡とチェロキー郡の主要部と、ラベット郡とネオショ郡の小部分、広さは300平方マイル ((780 km2)、児童生徒数は800人以上[14]。
- ジラード USD 248 (Web Site) - ジラード市とジラード郡区、町はファーリントン、ウォルナット、グリーンブッシュ、ヘプラー
- フロンテナック USD 249 (Web site) - フロンテナック市とフロンテナック郡区、町はイェール、ラドリー、リンゴ、ミンデンマインズ（ミズーリ州）。
- ピッツバーグ USD 250 (Web site) - ピッツバーグ市とピッツバーグ郡区、町はチコピー、オポリス、アズベリー（ミズーリ州）

### 私立学校
- セントメアリーズ - コルガン (Web site)、ピッツバーグ市にあるカトリック系学校

### 大学
- ピッツバーグ州立大学、ピッツバーグ市

### 図書館
- ピッツバーグ公共図書館
- ジラード公共図書館